# 2Pacalypse Now
2Pacalypse Now este albumul de debut al lui 2pac/Tupac Shakur, apărut în noiembrie 1991.

## Informații despre album
Albumul este apreciat de mulți critici și fani pentru senzațiile pe care le dă ascultătorului, astfel că mulți rapperi, cum ar fi Nas, Eminem, 50 Cent, The Game, și Talib Kweli l-au descris ca pe o sursă de inspirație. Deși albumul a fost mai întâi scos pe piață de către Jive Records, Priority Records, (Priority a distribuit producțiile mai vechi ale lui Interscope împreună cu Atlantic Records), Interscope, Amaru Entertainment, casa aparținând mamei lui Tupac Shakur, a obținut drepturile de autor asupra albumului. Numele albumului este o referință la filmul Apocalypse Now din anul 1979. A fost produs în Rearcross. Albumul a generat o controversă semnificativă pornind de la critica publică a lui Dan Quayle apărută după ce un tânăr din statul Texas a împușcat un pușcaș local și avocații lui au susținut că el a fost influențat de albumul 2Pacalypse Now și tema lui puternică despre brutalitatea poliției. Quayle a făcut afirmația: "Nu este nici un motiv pentru care un astfel de album poate fi scos pe piață. Nu are nici un loc în societatea noastră."
2Pacalypse Now poate fi găsit în Vinyl Countdown și în manualul de instrucțiuni pentru jocul Grand Theft Auto: San Andreas împreună cu cântecul "I Don't Give a Fuck" care a apărut în stația de radio din joc, Radio Los Santos.

## Melodii
1. "Young Black Male"  -  2:35
2. "Trapped"  -  4:44
3. "Soulja's Story"  -  5:05
4. "I Don't Give a Fuck"  -  4:20
5. "Violent"  -  6:25
6. "Words of Wisdom"  -  4:54
7. "Something Wicked"  -  2:28
8. "Crooked Ass Nigga"(cu Stretch)  -  4:17
9. "If My Homie Calls"  -  4:18
10. "Brenda's Got a Baby"  -  3:53
11. "Tha' Lunatic"(cu Stretch)  -  3:29
12. "Rebel of the Underground"  -  3:17
13. "Part Time Mutha"(cu Angelique)  -  5:13